# Digital eXtreme Definition
 (juin 2011).
Si vous disposez d'ouvrages ou d'articles de référence ou si vous connaissez des sites web de qualité traitant du thème abordé ici, merci de compléter l'article en donnant les références utiles à sa vérifiabilité et en les liant à la section « Notes et références ».
Digital eXtreme Definition (DXD) est un format audio numérique. Il utilise la modulation d'impulsion codée avec une fréquence d'échantillonnage de 352.8 kHz (8 fois celle du Disque compact) sur 24 bits. Le format fut initialement développé au début des années 2000 par Philips et Merging Technologies afin de permettre le traitement et l'édition de données audio enregistrées en DSD, le standard audio utilisé notamment par les Super Audio CD (SACD).
Parce que l'échantillonnage sur 1-bit mis en œuvre par le format DSD ne permet pas l'édition ni le mastering de fichiers audio, des formats alternatifs tels que le DXD et le DSD-Wide doivent être utilisés durant les étapes d'édition et de mastering des données audionumériques. Le format DXD s'appuie sur un encodage en PCM des données audionumériques, avec une quantification (résolution) sur 24 bits (8 de plus que le format CD Red Book standard) et une fréquence d'échantillonnage de 352,8KHz - 8 fois la fréquence d'échantillonnage du CD, 44,1 KHz). Ce format implique ainsi le traitement de 8.4672 Mbit par seconde et par canal, soit environ 3 fois plus de données audionumériques à traiter qu'avec le format DSD 64. Le DXD permet en outre l'utilisation d'une grande quantité de modules de traitements du signal (plugins) compatibles avec l'encodage PCM et disponibles pour les stations de travail (enregistrement, mixage et mastering) telles que Pyramix, Cubase, Logic Audio, Digital Performer ou ProTools.